# Клименко Микола Володимирович
Климе́нко Микола Володимирович  (нар. 15 січня 1930, Шептаки) — український журналіст, письменник, член Спілки журналістів України з 1964 року.

## Біографія
Народився 15 січня 1930 року в селі Шептаки (нині — Новгород-Сіверський район Чернігівської області, Україна).
Впродовж 1959—1962 років очолював відділ редакції газети «Комсомолець Запоріжжя» (нині — газета «МІГ»), одночасно навчався у Запорізькому педагогічному інституті, який закінчив у 1961 році. 
У 1963—1968 роках очолював відділ газети «Запорізька правда». 1970 року закінчив Вищу партійну школу при ЦК КПУ у Києві і до 1980 року продовжив працювати у редакції газети «Запорізька правда».
У 1980—1987 роках працював власним кореспондентом ТАРС—РАТАУ в Запорізькій області. З 1988 року — редактор газети «Інженер-машинобудівник» ЗНТУ (нині — Національний університет «Запорізька політехніка»).

## Твори
- Жила бы страна родная…: Повесть (Москва 1986; 1987; 1989);
- Свет памяти: Повести и очерки (Запоріжжя, 1989);
- Будни и праздники сталепрокатного: Исторический очерк (Запоріжжя, 2000);
- Любовь моряка: Проза. Поэзии (Запоріжжя, 2010).